# Cupedora bednalli
Cupedora bednalli är en snäckart som först beskrevs av Brazier 1872.  Cupedora bednalli ingår i släktet Cupedora och familjen Camaenidae. Inga underarter finns listade i Catalogue of Life.